# جرجی پارکر
جرجی پارکر (انگلیسی: Georgie Parker؛ زادهٔ ۱۶ دسامبر ۱۹۶۴) هنرپیشه اهل استرالیا است. وی از سال ۱۹۸۸ میلادی تاکنون مشغول فعالیت بوده‌است.
از فیلم‌ها یا برنامه‌های تلویزیونی که وی در آن نقش داشته است می‌توان به پرستاران و خانه و دوری اشاره کرد.
او هفت مرتبه برندهٔ جایزه لوگی شده است که دوتا از آنها، لوگی زرین بوده است.